# Хагли-парк
Хагли-парк (англ. Hagley Park) — крупнейшее открытое городское пространство, парк площадью 164,637 гектар, расположенный в Крайстчерче (Новая Зеландия). Парк был разбит в 1855 году по распоряжению правительства провинции Кентербери. В нём говорилось, что эта территория

объявляется навеки общественным парком, который должен быть открыт для отдыха и наслаждения публики.Оригинальный текст (англ.)reserved forever as a public park, and shall be open for the recreation and enjoyment of the public.— 
 Для Хагли-парка характерны большие открытые пространства и лесные участки. Парк был назван в честь усадьбы Джорджа Литтелтона, бывшего главой Кентерберийской ассоциации в марте 1850 года.

## Расположение
Границы парка, расположенного в центральной части Крайстчерча, определяются руслом реки Эйвон и дорогами, окружающими парк. Самая протяжённая сухопутная граница парка в западной части парка проходит по Динс-авеню (англ. Deans Avenue) и примыкает к пригороду Риккартон.
С севера и с востока парк окружает русло реки Эйвон. К югу и юго-востоку от парка находятся Мурхаус-авеню (англ. Moorhouse Avenue) и Хагли-авеню (англ. Hagley Avenue), соответственно. Вдоль восточной границы парка на протяжении одного километра река Эйвон протекает с севера на юг, а затем русло реки изгибается к западу, вглубь парка, и образует на его территории двухкилометровую петлю.
Ботанические сады Крайстчерча (21,14 га) находятся внутри этой петли и соединены с остальным парком множеством мостов. Здесь располагается богатая коллекция цветов и деревьев со всего мира. Ботанические сады привлекают в парк множество птиц, а посетители имеют возможность наблюдать за ними.
Музей Кентербери и колледж Христа также расположены внутри петли, образованной руслом реки Эйвон.
Две главные аллеи делят парк на три части. В северной части парка, к югу от Харпер-авеню (англ. Harper Avenue), находятся Малый Хагли-парк (англ. Little Hagley Park), площадью 6,96 га и Северный Хагли-парк (англ. North Hagley Park), площадью 87,17 га. Южный Хагли-парк (англ. South Hagley Park), площадью 70,507 га расположен к югу от Северного Хагли-парка. По территории Южного Хагли-парка проходит Риккартон-авеню (англ. Riccarton Avenue). В Северном Хэгли-парке есть небольшое озеро Виктория (англ. Victoria Lake).

## Использование
В XIX веке, после открытия парка для посетителей, в нём проводились конно-спортивные состязания. В Хагли-парке часто собирались большие группы людей, в том числе во время проведения Большой индустриальной выставки в 1882 году и во время проведения международной выставки в Новой Зеландии в 1906—1907 годах. В наши дни в парке часто проводятся разнообразные цирковые шоу и концерты на открытом воздухе.
C 2008 года в Северном Хагли-парке ежегодно проводится международное цветочное шоу Эллерсли. Также в Северном Хэгли-парке есть поле для гольфа (гольф-клуб Хэгли).
В Южном Хагли-парке расположены несколько площадок для игры в нетбол, Хагли-овал — поле для игры в крикет, и вертодром госпиталя Крайстчерча.

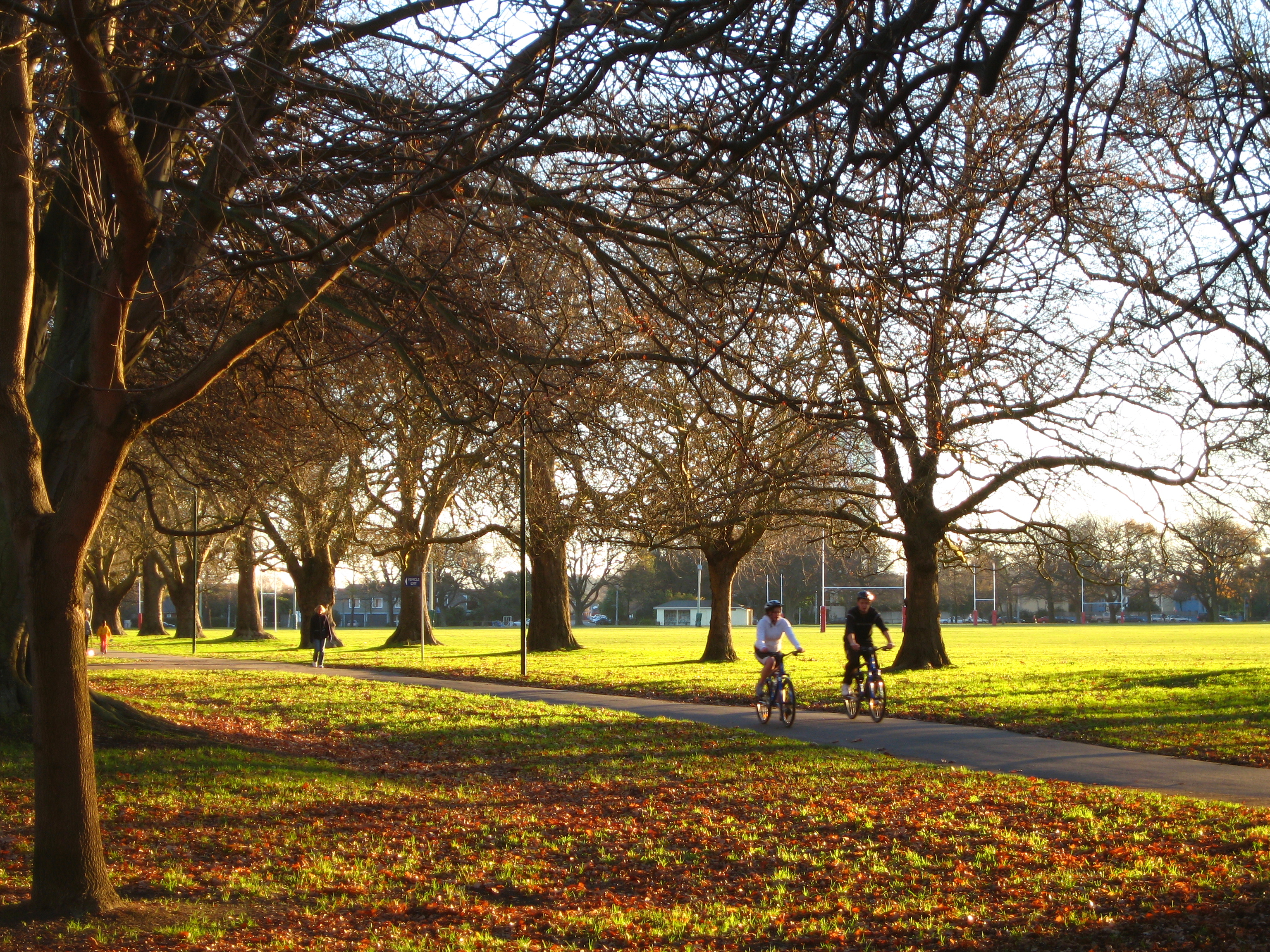
Северный Хагли-парк поздним вечером.
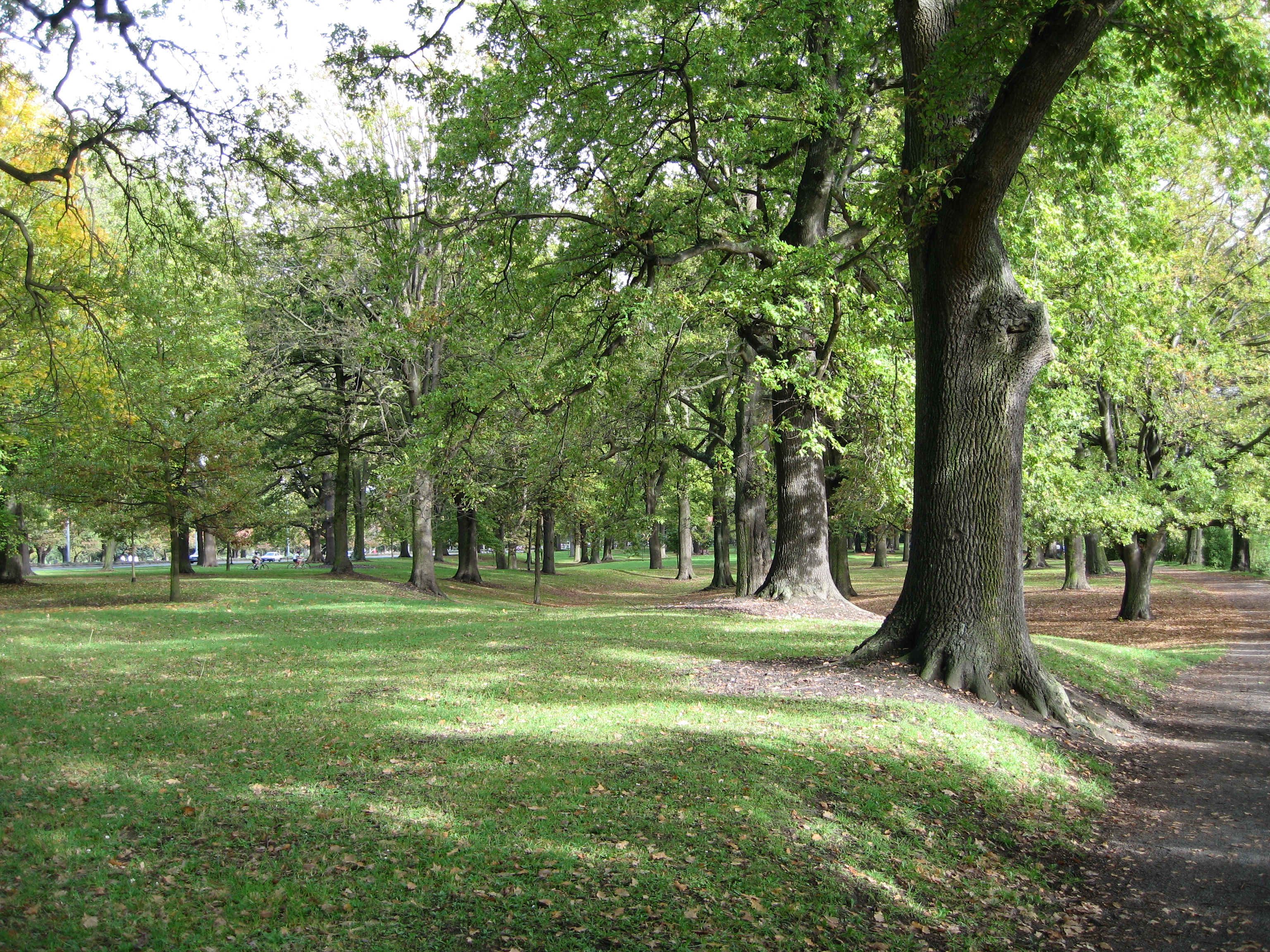
Малый Хагли-парк, к северу от Харпер-авеню.
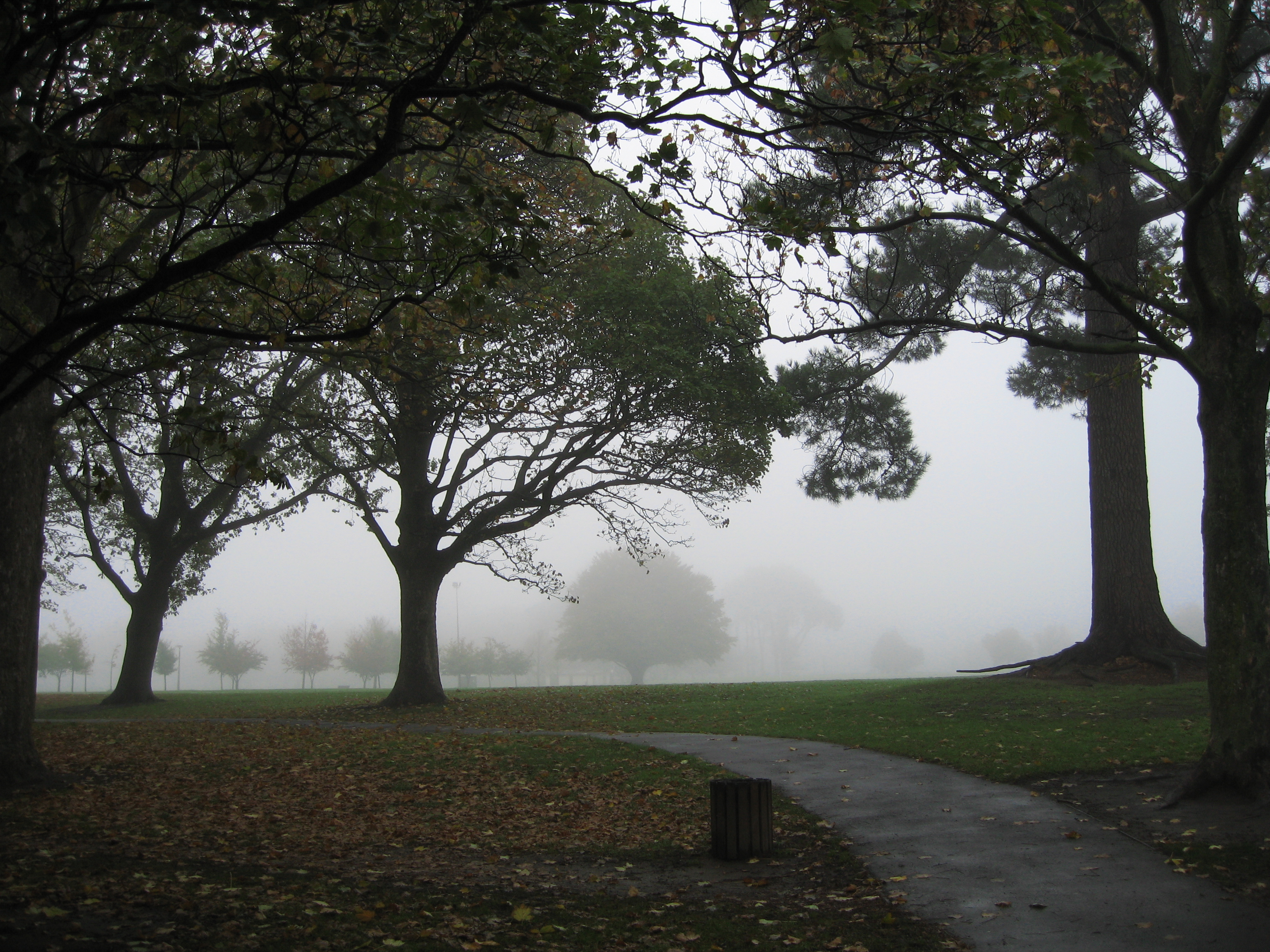
Туманное утро в Северном Хэгли-парке.
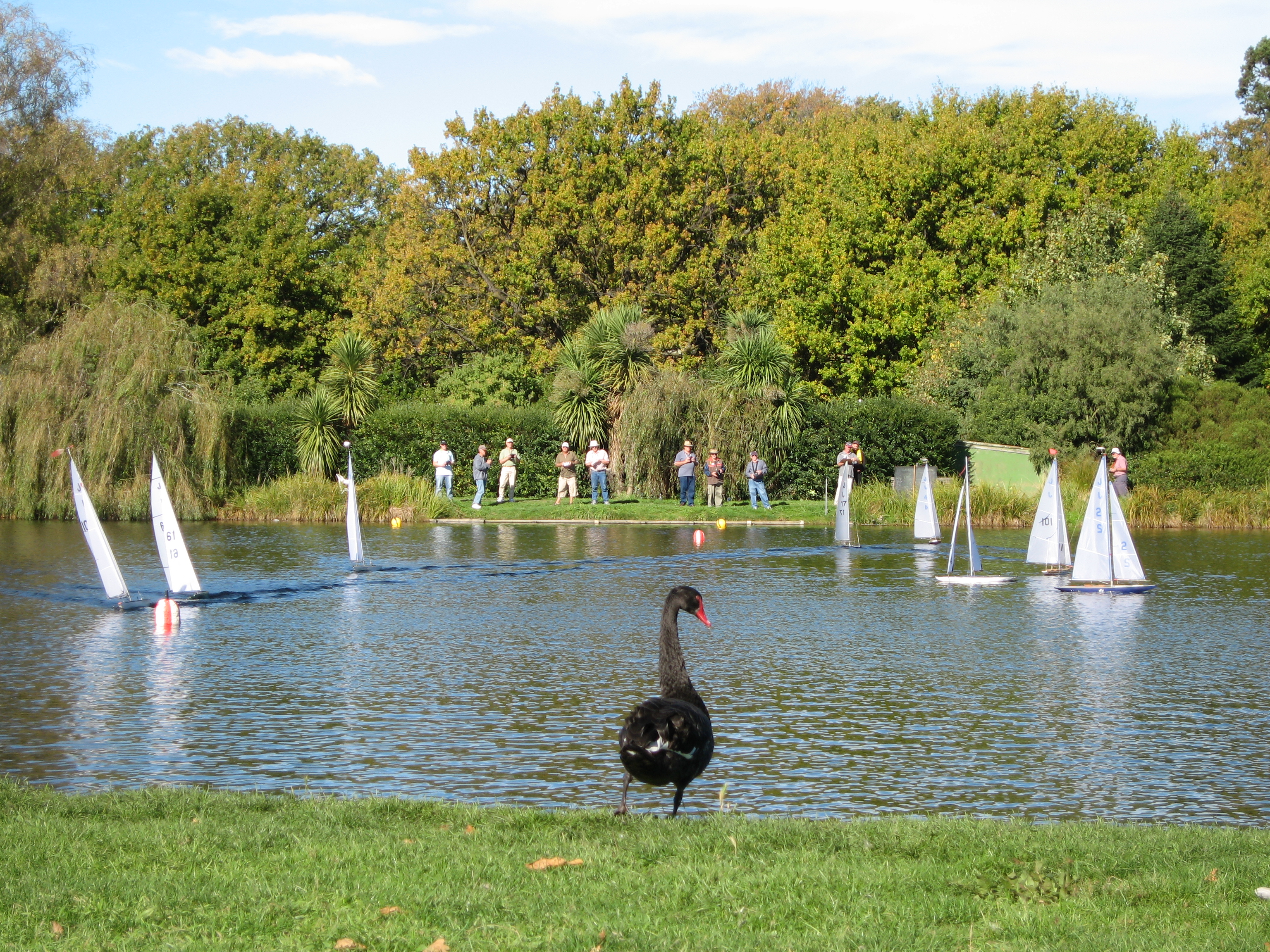
Чёрный лебедь и модели яхт на озере Виктория.
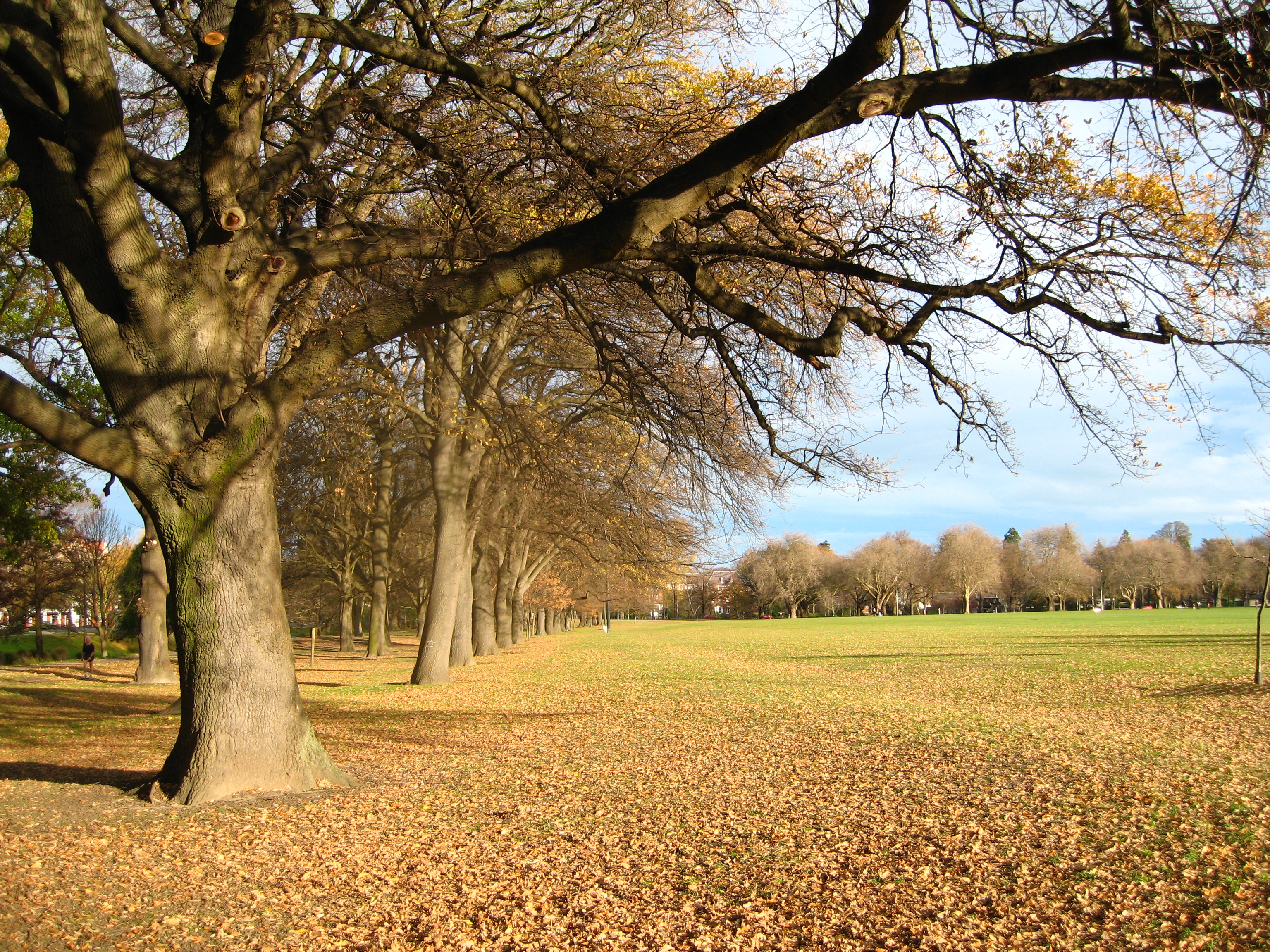
Северный Хагли-парк осенью.